# Pretty Cure
Pretty Cure eller PreCure (プリキュア Purikyua) er en række japanske magical girl animeserier skabt af Izumi Todo og produceret af Asahi Broadcasting Corporation og Toei Animation. Det begyndte i 2004 med Futari wa Pretty Cure og er fortsat med nye serier hvert år, så man i 2025 kom op på den 22. af slagsen med You and Idol Precure♪. Sammenlagt er der lavet over 1000 afsnit, hvortil kommer film, mangaer, videospil og kigurumi-shows.

## Plot
Hver serie fokuserer på en gruppe piger, oftest japanske skolepiger i andet år i mellemskolen (svarer til 8. klasse), der får specielle ting, der gør det muligt for dem at forvandle sig til de legendariske krigere Pretty Cure (eller PreCure). Med hjælp fra væsener kendt som feer bruger Pretty Cure deres magiske evner og forstærkede kræfter til at kæmpe mod onde magter og organisationer, der skaber monstre for at bringe ulykker til Jorden og fremme deres planer. I takt med at serierne skrider frem, og stærkere modstandere dukker op, får pigerne nye magiske ting, nye evner og nogle gange nye allierede til at hjælpe dem i kampen mod det onde. De enkelte serier har desuden forskellige temaer så som glæde, kærlighed, drømme, musik og eventyr.

## Anime- og mangaserier
Der er pr. 2025 lavet 22 animeserier, heraf to direkte forsættelser af foregående serier. De seksten første serier blev alle sendt fra første søndag i februar til sendt sidste søndag i januar året efter og var på mellem 47 og 50 afsnit. Den 17. serie, Healin' Good PreCure, måtte imidlertid holde en pause på to måneder mellem 12. og 13. afsnit på grund af coronaviruspandemien i 2020 og endte med at blive på 45 afsnit. Den efterfølgende serie, Tropical-Rouge! Pretty Cure, fik premiere tre uger senere end normalt, 28. februar 2021. Den endte efter 46 afsnit 30. januar 2022, hvorefter Delicious Party Pretty Cure tog over 6. februar 2022.
I løbet af serierne optræder der i alt 73 Pretty Cure fordelt på 17 hold med mellem to og seks i hver. Dertil kommer så Cure Echo (キュアエコー Kyua Ekoo), der optræder i nogle af All Stars-filmene. I nogle af serierne er der desuden forskellige engangsoptrædende Pretty Cure, men de regnes normalt ikke med. Siden slutningen på HappinessCharge PreCure! i 2015 har det desuden været en tradition, at den ledende Pretty Cure i den stoppende serie afslutter sidste afsnit med at introducere den ledende Pretty Cure i den nye serie. Siden slutningen på Maho Girls PreCure! i 2017 har den ledende Pretty Cure i den nye serie desuden medvirket i selve det sidste afsnit i den stoppende serie.
Alle animeserierne er blevet omsat til manga illustreret af duoen Futago Kamikita og udgivet i Kodanshas magasin Nakayoski.
Hverken anime- eller mangaserier er oversat til dansk. Den første animeserie, Futari wa Pretty Cure, blev oversat til tysk af Universum Film og RTL i 2005 og til engelsk af Ocean Productions for udsendelse i Canada i 2009 under titlen Pretty Cure. Den fjerde serie, Yes! PreCure 5, blev dubbet til engelsk af William Winckler Productions. Saban Brands har desuden lavet en engelsk dubbet udgave af den niende animeserie, Smile PreCure!, under navnet Glitter Force, der blev offentliggjort på Netflix 18. december 2015. En dubbet udgave af den tiende serie, DokiDoki! PreCure, havde premiere på Netflix 18. august 2017 under navnet Glitter Force Doki Doki. I 2017 overtog Toei Animation Glitter Force-varemærket fra Saban Brands. I 2018 erhvervede Hasbro rettighederne til navnene og brandet. Pr. 2020 har Toei Animation Inc. de internationale rettigheder til franchisen, inklusive Glitter Force-brandet. Kirakira ☆ PreCure a la Mode, Healin' Good PreCure og Tropical-Rouge! Pretty Cure streames af Crunchyroll.
| #  | Serie                                                                                                  | Udsendt                            | Afsnit | Hovedpersoner                                                                    |
| -- | --- | ---------------------------------- | ------ | -------------------------------------------------------------------------------- |
| 1  | Futari wa Pretty Cure (ふたりはプリキュア Futari wa Purikyua)                                          | 1. februar 2004 - 30. januar 2005  | 49     | Cure Black, Cure White                                                           |
| 2  | Futari wa Pretty Cure Max Heart (ふたりはプリキュア Max Heart Futari wa PuriKyua Makkusu Haato)        | 6. februar 2005 - 29. januar 2006  | 47     | Cure Black, Cure White, Shiny Luminous                                           |
| 3  | Futari wa Pretty Cure Splash Star (ふたりはプリキュア Splash Star Futari wa Purikyua Supurasshu Sutaa) | 5. februar 2006 - 28. januar 2007  | 49     | Cure Bloom/Cure Bright, Cure Egret/Cure Windy                                    |
| 4  | Yes! PreCure 5 (Yes!プリキュア５ Yesu! PuriKyua Faibu)                                                 | 4. februar 2007 - 27. januar 2008  | 49     | Cure Dream, Cure Rouge, Cure Lemonade, Cure Mint, Cure Aqua                      |
| 5  | Yes! PreCure 5 GoGo! (Yes!プリキュア５ GoGo! Yesu! PuriKyua Faibu GoGo!)                               | 3. februar 2008 - 25. januar 2009  | 48     | Cure Dream, Cure Rouge, Cure Lemonade, Cure Mint, Cure Aqua, Cure Milky Rose     |
| 6  | Fresh Pretty Cure! (フレッシュプリキュア! Furesshu PuriKyua!)                                          | 1. februar 2009 - 31. januar 2010  | 50     | Cure Peach, Cure Berry, Cure Pine, Cure Passion                                  |
| 7  | HeartCatch PreCure! (ハートキャッチプリキュア! Haatokyatchi PuriKyua!)                                 | 7. februar 2010 - 30. januar 2011  | 49     | Cure Blossom, Cure Marine, Cure Sunshine, Cure Moonlight                         |
| 8  | Suite PreCure♪ (スイートプリキュア♪ Suiito PuriKyua♪)                                                  | 6. februar 2011 - 29. januar 2012  | 48     | Cure Melody, Cure Rhythm, Cure Beat, Cure Muse                                   |
| 9  | Smile PreCure! (スマイルプリキュア! Sumairu PuriKyua!)                                                 | 5. februar 2012 - 27. januar 2013  | 48     | Cure Happy, Cure Sunny, Cure Peace, Cure March, Cure Beauty                      |
| 10 | DokiDoki! PreCure (ドキドキ！プリキュア Dokidoki! Purikyua)                                            | 3. februar 2013 - 26. januar 2014  | 49     | Cure Heart, Cure Diamond, Cure Rosetta, Cure Sword, Cure Ace                     |
| 11 | HappinessCharge PreCure! (ハピネスチャージプリキュア! HapinesuChaaji PuriKyua!)                        | 2. februar 2014 - 25. januar 2015  | 49     | Cure Lovely, Cure Princess, Cure Honey, Cure Fortune                             |
| 12 | Go! Princess PreCure (Go！プリンセスプリキュア Go! Purinsesu PuriKyua)                                 | 1. februar 2015 - 31. januar 2016  | 50     | Cure Flora, Cure Mermaid, Cure Twinkle, Cure Scarlet                             |
| 13 | Maho Girls PreCure! (魔法つかいプリキュア! Mahou Tsukai Purikyua!)                                     | 7. februar 2016 - 29. januar 2017  | 50     | Cure Miracle, Cure Magical, Cure Felice                                          |
| 14 | Kirakira ☆ PreCure a la Mode (キラキラ☆プリキュアアラモード Kirakira Purikyua a ra moodo)              | 5. februar 2017 - 28. januar 2018  | 49     | Cure Whip, Cure Custard, Cure Gelato, Cure Macaron, Cure Chocolate, Cure Parfait |
| 15 | Hugtto! PreCure (HUGっと！プリキュア Hagutto! Purikyua)                                                | 4. februar 2018 - 27. januar 2019  | 49     | Cure Yell, Cure Ange, Cure Étoile, Cure Macherie, Cure Amour                     |
| 16 | Star Twinkle PreCure (スター☆トゥインクルプリキュア Sutaa☆Tuinkuru Purikyua)                           | 3. februar 2019 - 26. januar 2020  | 49     | Cure Star, Cure Milky, Cure Soleil, Cure Selene, Cure Cosmo                      |
| 17 | Healin' Good PreCure (ヒーリングっど♡プリキュア Hiirin Guddo Purikyua)                                 | 2. februar 2020 - 21. februar 2021 | 45     | Cure Grace, Cure Fontaine, Cure Sparkle, Cure Earth                              |
| 18 | Tropical-Rouge! Pretty Cure (トロピカル～ジュ！プリキュア Toropikaruuju! Purikyua)                     | 28. februar 2021 - 30. januar 2022 | 46     | Cure Summer, Cure Coral, Cure Papaya, Cure Flamingo, Cure La Mer                 |
| 19 | Delicious Party♡Precure (デリシャスパーティ♡プリキュア Derishasu Paati ♡ Purikyua)                     | 6. februar 2022 - 29 januar 2023   | 45     | Cure Precious, Cure Spicy, Cure Yumyum,Cure Finale                               |
| 20 | Hirogaru Sky! Pretty Cure (ひろがるスカイ！プリキュア Hirogaru sukai! Purikyua)                        | 5. februar 2023 - 28. januar 2024  | 50     | Cure Sky, Cure Prism, Cure Wing, Cure Butterfly, Cure Majesty                    |
| 21 | Wonderful Pretty Cure! (わんだふるぷりきゅあ！ Wandafuru Purikyua!)                                    | 4. februar 2024 - 26. januar 2025  | 50     | Cure Wonderful, Cure Friendly, Cure Nyammy, Cure Lillian                         |
| 22 | You and Idol Pretty Cure♪ (キミとアイドルプリキュア♪ Kimi to Aidoru Purikyua♪)                         | 2. februar 2025 -                  | 49     | Cure Idol, Cure Wink, Cure Kuyn-Kuyn, Cure Zukyoon, Cure Kiss                    |

## Film
Med Futari wa Pretty Cure Max Heart som den første har hver animeserie fået en animefilm i biograferne i løbet af efteråret, idet Max Heart dog også fik en om foråret. Fra 2009 til 2016 blev der desuden udgivet Pretty Cure All Stars-film hvert forår med alle de faste Pretty Cure fra alle serier indtil da. Fra 2017 er der hvert forår udgivet film med de faste Pretty Cure fra de tre seneste serier de år. I efteråret 2018 blev der desuden lavet en film med alle Pretty Cure indtil da i stedet for en kun med årets serie, Hugtto! PreCure. Filmen med titlen Hugtto! PreCure Futari wa Pretty Cure: All Stars Memories blev efterfølgende optaget i Guinness Rekordbog for "flest magiske krigere i en animefilm" med i alt 55 Pretty Cure-piger med talende roller. I 2020 medførte coronaviruspandemien, at forårets film med de nyeste Pretty Cure måtte udskydes til efteråret. Det års serie, Healin' Good PreCure, fik så til gengæld en crossover med Yes! PreCure 5 GoGo! i marts 2021. 2021-serien Tropical-Rouge! Pretty Cure fik tilsvarende en crossover med HeartCatch PreCure! i oktober 2021.
Pr. september 2022 er der udgivet i alt atten film baseret på animeserier, ni All Stars-film og fire film med kun de nyeste Pretty Cure.

### Film baseret på animeserier
| #  | Titel | Premiere           |
| -- | --- | ------------------ |
| 1  | Futari wa Pretty Cure Max Heart the Movie (映画 ふたりはプリキュア マックスハート Eiga Futari wa Purikyua Makkusu Haato) | 16. april 2005     |
| 2  | Futari wa Pretty Cure Max Heart the Movie 2: Friends of the Snow-Laden Sky (映画 ふたりはプリキュア Max Heart 2 雪空のともだち Eiga Futari wa Purikyua Makkusu Haato 2: Yukizora no Tomodachi)                                                   | 10. december 2005  |
| 3  | Futari wa Pretty Cure Splash Star: Tick-Tock Crisis Hanging by a Thin Thread! (映画 ふたりはプリキュア スプラッシュ☆スター チクタク危機一髪! Eiga Futari wa Purikyua Supurashu Sutaa Tiku Taku Kiki Ippatsu!)                                    | 9. december 2006   |
| 4  | Yes! Precure 5 the Movie: Great Miraculous Adventure in the Mirror Kingdom! (映画 Yes!プリキュア5 鏡の国のミラクル大冒険! Eiga Iesu! Purikyua Faibu: Kagami no Kuni no Mirakuru Daibouken!)                                                      | 10. november 2007  |
| 5  | Yes! Precure 5 GoGo! the Movie: Happy Birthday in the Sweets Kingdom (映画 Yes! プリキュア5 Go Go! お菓子の国のハッピーバースディ♪ Eiga Iesu! Purikyua Faibu Go Go! Okashi no Kuni no Happii Baasudi♪)                                           | 8. november 2008   |
| 6  | Fresh Pretty Cure! the Movie: The Kingdom of Toys has Lots of Secrets!? (映画 フレッシュプリキュア! おもちゃの国は秘密がいっぱい!? Eiga Furesshu Purikyua! Omocha no Kuni wa Himitsu ga Ippai!?)                                                 | 31. oktober 2009   |
| 7  | HeartCatch PreCure! the Movie: Fashion Show in the Flower Capital... Really?! (映画 ハートキャッチプリキュア！花の都でファッションショー···ですか！？ Eiga HaatoKyatchi Purikyua! Hana no Miyako de Fasshon Shoo...Desu ka!?)                    | 30. oktober 2010   |
| 8  | Suite PreCure the Movie: Take it back! The Miraculous Melody that Connects Hearts (映画 スイートプリキュア♪ とりもどせ! 心がつなぐ奇跡のメロディ♪ Eiga Suiito Purikyua♪: Torimodose! Kokoro ga Tsunagu Kiseki no Merodi!)                        | 29. november 2011  |
| 9  | Smile Precure! the Movie: Big Mismatch in a Picture Book! (映画 スマイルプリキュア！ 絵本の中はみんなチグハグ！ Eiga Sumairu Purikyua!: Ehon no Naka wa Minna Chiguhagu!)                                                                        | 27. oktober 2012   |
| 10 | DokiDoki! Precure the Movie: Mana's Getting Married!!? The Dress of Hope that Connects to the Future (映画 ドキドキ！プリキュア マナ結婚！！？未来につなぐ希望のドレス Eiga Dokidoki! Purikyua: Mana Kekkon!!? Mirai ni Tsunagu Kibou no Doresu) | 26. oktober 2013   |
| 11 | HappinessCharge PreCure! the Movie: The Ballerina of the Land of Dolls (映画 ハピネスチャージプリキュア！人形の国のバレリーナ Eiga HapinesuChaaji Purikyua! Ningyou no Kuni no Bareriina)                                                        | 11. oktober 2014   |
| 12 | Go! Princess Precure the Movie: Go! Go!! Splendid Triple Feature!!! (映画 Go！プリンセスプリキュア Go！ Go！！ 豪華3本立て！！！ Eiga Go! Purinsesu Purikyua: Go! Go!! Gouka San-bon Date!!!)                                                    | 31. oktober 2015   |
| 13 | Maho Girls PreCure! the Movie: The Miraculous Transformation! Cure Mofurun! (映画 魔法つかいプリキュア！ 奇跡の変身！キュアモフルン！ Eiga Mahou Tsukai Purikyua!: Kiseki no Henshin! Kyua Mofurun!)                                             | 29. oktober 2016   |
| 14 | KiraKira☆PreCure à la Mode the Movie: Crisply! The Memory of Mille-feuille! (映画 キラキラ☆プリキュアアラモード パリッと！想い出のミルフィーユ！ Eiga Kirakira ☆ Purikyua Ara Moodo: Paritto! Omoide no Mirufiiyu!)                              | 28. oktober 2017   |
| 15 | Star Twinkle PreCure the Movie: These Feelings Within The Song Of Stars (映画 スター☆トゥインクルプリキュア 星のうたに想いをこめて Eiga Sutaa ☆ Touinkuru Purikyua: Hoshi no Uta ni Omoi wo Komete)                                              | 19. oktober 2019   |
| 16 | Healin' Good Pretty Cure: GoGo! Big Transformation! The Town of Dreams (映画ヒーリングっど♡プリキュア ゆめのまちでキュン！っとGoGo！大変身！！ Eiga Hiirin Guddo Purikyua Yume no Machi de Kyun! tto GoGo! Dai henshin!!)                        | 20. marts 2021     |
| 17 | Tropical-Rouge! Pretty Cure the Movie: The Snow Princess and the Miraculous Ring! (映画 トロピカル～ジュ！プリキュア 雪のプリンセスと奇跡の指輪！ Eiga Toropikaruuju! Purikyua Yuki no Purinsesu to Kiseki no Yubiwa!)                           | 23. oktober 2021   |
| 18 | Delicious Party Precure The Movie: The Dreaming Child's Lunch (映画デリシャスパーティ♡プリキュア 夢みる♡お子さまランチ！ Eiga Derishasu Paati♡Purikyua Yume Miru ♡ Okosama Ranchi)                                                               | 23. september 2022 |

### All Stars
| # | Titel | Premiere         |
| - | --- | ---------------- |
| 1 | Pretty Cure All Stars DX: Everyone's Friends - the Collection of Miracles! (映画 プリキュアオールスターズDX みんなともだちっ☆奇跡の全員大集合! Eiga Purikyua Ooru Sutaazu Dirakkusu: Minna Tomodachi— Kiseki no Zenin Daishuugou!)                                     | 20. marts 2009   |
| 2 | Pretty Cure All Stars DX2: Light of Hope - Protect the Rainbow Jewel! (映画 プリキュアオールスターズDX2 希望の光☆レインボージュエルを守れ! Eiga Purikyua Ooru Sutaazu Dirakkusu Tsu: Kibou no Hikari Reinboo Jueru wo Mamore!)                                         | 20. marts 2010   |
| 3 | Pretty Cure All Stars DX3: Deliver the Future! The Rainbow-Colored Flower That Connects the World! (映画 プリキュアオールスターズDX3 未来に届け!世界をつなぐ☆虹色の花 Eiga Purikyua Ooru Sutaazu Dirakkusu Surii: Mirai ni Todoke! Sekai wo Tsunagu Niji-Iro no Hana!) | 19. marts 2011   |
| 4 | Pretty Cure All Stars New Stage: Friends of the Future (映画 プリキュアオールスターズNewStage みらいのともだち Eiga Purikyua Ooru Sutaazu Nyuu Suteeji: Mirai no Tomodachi)                                                                                            | 17. marts 2012   |
| 5 | Pretty Cure All Stars New Stage 2: Friends of the Heart (映画 プリキュアオールスターズ New Stage 2 こころのともだち Eiga Purikyua Ooru Sutaazu Nyuu Suteeji Tsuu: Kokoro no Tomodachi)                                                                                 | 16. marts 2013   |
| 6 | Pretty Cure All Stars New Stage 3: Forever Friends (映画 プリキュアオールスターズ New Stage 3 永遠のともだち Eiga Purikyua Ooru Sutaazu Nyuu Suteeji Surii: Eien no Tomodachi)                                                                                         | 15. marts 2014   |
| 7 | Pretty Cure All Stars: Carnival of Spring♪ (映画 プリキュアオールスターズ 春のカーニバル♪ Eiga Purikyua Ooru Sutaazu: Haru no Kaanibaru♪) | 14. marts 2015   |
| 8 | Pretty Cure All Stars: Singing with Everyone♪ Miraculous Magic! (映画 プリキュアオールスターズ みんなで歌う♪奇跡の魔法! Eiga Purikyua Ooru Sutaazu: Minna de Utau♪ Kiseki no Mahou!)                                                                                   | 19. marts 2016   |
| 9 | Hugtto! Pretty Cure♡Futari wa Pretty Cure: All Stars Memories (映画ＨＵＧっとプリキュア♡ふたりはプリキュア オールスターズメモリーズ Hugtto! Purykyua ♡ Futari wa Purikyua Ooru Sutaazu Memoriizu)                                                                      | 27. oktober 2018 |

### Andre
| Titel | Premiere          | Bemærkninger |
| --- | ----------------- | --- |
| Everyone Gather! Pretty Cure festival: Pretty Cure ON Miracle ♡ Magical ☆ stage (みんなあつまれ!プリキュアフェスティバル プリキュア ON ミラクル♡マジカル☆ステージ Minna Atsumare! Purikyua Fesutibaru Purikyua on Mirakuru ♡ Majikaru ☆ Suteeji) | 23. december 2016 | All Stars-historie lavet som holografisk 3D-film gengivet på transparente skærme.                                     |
| Pretty Cure Dream Stars! (映画 プリキュアドリームスターズ! Eiga Purikyua Doriimu Sutaazu!) | 18. marts 2017    | Film med Go! Princess PreCure, Maho Girls PreCure! og Kirakira PreCure a la Mode men ikke en egentlig All stars-film. |
| Pretty Cure Super Stars! (映画 プリキュアスーパースターズ! Eiga Purikyua Suupaa Sutaazu!) | 17. marts 2018    | Film med Maho Girls PreCure!, Kirakira PreCure a la Mode og Hugtto! PreCure.                                          |
| PreCure Miracle Universe (映画 プリキュアミラクルユニバース Eiga Purikyua Mirakuru Yunibaasu) | 16. marts 2019    | Film med Kirakira PreCure a la Mode, Hugtto! PreCure og Star Twinkle PreCure                                          |
| Pretty Cure Miracle Leap: A Wonderful Day with Everyone (映画プリキュアミラクルリープ みんなとの不思議な1日 Eiga Purikyua Mirakuru Rīpu Minna to no Fushigi na 1 Nichi)                                                                          | 31. oktober 2020  | Film med Hugtto! PreCure, Star Twinkle PreCure og Healin' Good PreCure.                                               |

## Elektroniske spil
Bandai Namco Entertainment (tidligere Bandai) har produceret en række videospil til forskellige konsoller og arkademaskiner.

### Videospil
| Titel | Udgivet           | Konsol           |
| --- | ----------------- | ---------------- |
| Futari wa Pretty Cure: Arienai! Yume no En wa Daimeikyu (ふたりはプリキュア ありえな～い！夢の園は大迷宮 Pretty Cure: Unbelievable! The Dream Park is a Labryinth)                                        | 9. december 2004  | Game Boy Advance |
| Futari wa Pretty Cure Max Heart: Maji? Maji!? Fight de IN Janai (ふたりはプリキュアマックスハート マジ?マジ?!ファイト de INじゃない Pretty Cure Max Heart! : Really? Really!? A Fight is Okay, Isn't It?) | 28. juli 2005     | Game Boy Advance |
| Futari wa Pretty Cure Splash Star: Panpaka Game de Zekkouchou! (ふたりはプリキュア Splash Star パンパカゲームでぜっこうちょう! Pretty Cure Splash Star - In Top Condition for the PanPaka Game!)          | 1. december 2005  | Nintendo DS      |
| Futari wa Pretty Cure Splash Star: Panpaka game deji kojo! (ふたりはプリキュア Splash Star パンパカゲームでぜっこうちょう!)                                                                               | 30. december 2006 | Nintendo DS      |
| Yes! PreCure 5 ( Yes！プリキュア5) | 29. november 2007 | Nintendo DS      |
| Yes! PreCure 5 GoGo!: Zenin Shu Go! Dream Festival (Yes！プリキュア5GoGo！ 全員しゅーGo!ドリームフェスティバル Yes! PreCure 5 GoGo!: All Assembled! Dream Festival)                                       | 30. oktober 2008  | Nintendo DS      |
| Fresh Pretty Cure: Asobi Collection (フレッシュプリキュア!あそびコレクション Fresh Pretty Cure: Play Collection)                                                                                          | 29. oktober 2009  | Nintendo DS      |
| HeartCatch PreCure! Oshare Collection (ハートキャッチプリキュア!おしゃれコレクション HeartCatch PreCure! Fashion Collection)                                                                              | 5. august 2010    | Nintendo DS      |
| Koe de Asobou! HeartCatch PreCure! (こえであそぼう!ハートキャッチプリキュア! Let's Play With Voices! HeartCatch PreCure!)                                                                                 | 11. november 2010 | Nintendo DS      |
| Suite PreCure♪: Melody Collection (スイートプリキュア♪ メロディコレクション) | 25. august 2011   | Nintendo DS      |
| Smile PreCure! Let's Go! Märchen World (スマイルプリキュア! レッツゴー！メルヘンワールド) | 2. august 2012    | Nintendo 3DS     |
| PreCure All Stars: Zenin Shuugou☆Let's Dance! (プリキュアオールスターズ ぜんいんしゅうごう☆レッツダンス！ PreCure All Stars: All Together☆Let's Dance!)                                                   | 28. marts 2013    | Wii              |
| DokiDoki! PreCure: Narikiri Life! (ドキドキ!プリキュア なりきりライフ! DokiDoki! Precure: Impersonator Life!)                                                                                             | 1. august 2013    | Nintendo 3DS     |
| HappinessCharge PreCure! Kawarun Collection (ハピネスチャージプリキュア! カワルン☆コレクション HappinessCharge PreCure! Sparking Collection)                                                              | 31. juli 2014     | Nintendo 3DS     |
| Go! Princess PreCure: Sugar Ookoku to Rokunin no Princess (Go!プリンセスプリキュア シュガー王国と6人のプリンセス Go! Princess PreCure: The Sugar Kingdom and the 6 Princesses)                            | 30. juli 2015     | Nintendo 3DS     |
| PreCure Tsunagaru Puzzlun (プリキュアつながるぱずるん PreCure Connecting Puzzlun) | 2017              | iOS, Android     |
| Nari Kids Park: Hugtto! PreCure (なりキッズパーク HUGっと！プリキュア Nari Kizzu Paaku Hagutto! Purikyua)                                                                                                 | 21. november 2018 | Nintendo Switch  |

### Arkadespil
- PreCure All Stars Data Carddass series (プリキュアデータカードダスシリーズ) (2007~fortløbende)

### Læringsspil
- Futari wa Pretty Cure (ふたりはプリキュア) (2004, Sega Pico)
- Futari wa Pretty Cure: Max Heart (ふたりはプリキュアMaxheart) (2005, Beena)
- Futari wa Pretty Cure Splash Star (ふたりはプリキュアスプラッシュスター) (2006, Beena)
- Yes! Pretty Cure 5 Go Go: Love Love Hiragana Lesson (Yes！プリキュア5GoGo！lovelove☆ひらがなレッスン) (2008, Beena)
- Isshoni Henshin Fresh Pretty Cure (いっしょにへんしん♥フレッシュプリキュア！) (2009, Beena)
- Oshare ni Henshin HeartCatch PreCure! (おしゃれにへんしん ハートキャッチプリキュア！) (2010, Beena)
- Suite PreCure♪: Happy Oshare Harmony☆ (スイートプリキュア♪ハッピーおしゃれハーモニー☆) (2011, Beena)

## Tv-serie
For at fejre at franchisen runder sin 15. sæson blev der sendt en tv-serie ved navn Koe Girl! (声ガール！ Koe Gaaru!) i Japan fra 8. april til 10. juni 2018. Serien følger en gruppe håbefulde dubbere, heriblandt Haruka Fukuhara der lagde stemme til Himari Arisugawa/Cure Custard i Kirakira PreCure a la Mode. Haruka Tomatsu, der lagde stemme til Iona Hikawa/Cure Fortune i HappinessCharge PreCure! medvirker også.

## Kigurumi-shows
Sideløbende med at animeserierne sendes i tv, afholdes der også shows for børn i forlystelsesparker, indkøbscentre mv. Skuespillerne er iført kigurumi, dvs. kostumer og masker der fuldstændig dækker dem, så de ligner figurerne fra den aktuelle serie. Iført disse kostumer mimer de så til et lydspor indtalt af dubberne af animeserien. Showene kan være simple shows på en halv time eller mere omfattende musicals på tre kvarter eller halvanden time, der i så fald kan opføres på en indendørs teaterscene. Efter showene kan publikum eventuelt få signerede plakater eller billeder og trykke hånd med Pretty Cure-pigerne.
Indimellem afholdes der også All Stars-show, hvor man samler figurer fra de forskellige serier. I stedet for en egentlig handling optræder de her med sang og dans enten samlet, fordelt i grupper fra de enkelte serier eller i grupper på tværs af serierne. Disse shows kan bestå af omkring 20 aktører iført hver deres kigurumi-kostume, hvor de yngste serier er fuldt repræsenteret, mens de ældre serier kan supplere dem med en figur hver. Shows med samtlige Pretty Cure er også forekommet, men i takt med at nye serier kom til, voksede disse shows tilsvarende til over 40 aktører.